# Rocky Top
Rocky Top (früher Coal Creek, bis 2014 Lake City) ist eine City im Anderson County und zu einem kleinen Teil im Campbell County im US-amerikanischen Bundesstaat Tennessee. Das U.S. Census Bureau hat bei der Volkszählung 2020 eine Einwohnerzahl von 1.628 ermittelt.
Rocky Top ist Bestandteil der Knoxville Metropolitan Statistical Area, der Metropolregion um die Stadt Knoxville.
Um für Touristen attraktiver zu werden, benannte sich die Stadt 2014 nach dem Lied Rocky Top der Osborne Brothers um.

## Geografie
Rocky Top liegt im Osten Tennessees in den südwestlichen Appalachen. Die Stadt liegt beiderseits des Coal Creek, der über den Clinch River, den Tennessee River und den Ohio zum Stromgebiet des Mississippi gehört.
Die geografischen Koordinaten von Rocky Top sind 36°13′04″ nördlicher Breite und 84°09′17″ westlicher Länge. Das Stadtgebiet erstreckt sich über eine Fläche von 4,1 km².
Benachbarte Orte von Rocky Top sind Norris (11,6 km ostsüdöstlich), Clinton (14,4 km südlich), Briceville (6,7 km südwestlich) und Caryville (11,8 km nordnordwestlich).
Das Stadtzentrum von Knoxville liegt 42,5 km südöstlich. Die nächstgelegenen weiteren Großstädte sind Lexington in Kentucky (235 km nördlich), Charlotte in North Carolina (407 km ostsüdöstlich), Atlanta in Georgia (356 km südlich), Chattanooga (204 km südwestlich), Nashville (282 km westlich) und Louisville in Kentucky (343 nordnordwestlich).

## Verkehr
Der Interstate Highway 75 verläuft in Nordwest-Südost-Richtung entlang der Stadtgrenze von Rocky Top. Parallel dazu führt der U.S. Highway 25 W als Hauptstraße durch Rocky Top und trifft im Zentrum auf den U.S. Highway 441 und die Tennessee State Routes 9, 71 und 116. Alle weiteren Straßen sind untergeordnete Landstraßen, teils unbefestigte Fahrwege sowie innerörtliche Verbindungsstraßen.
Im Stadtgebiet von Rocky Top treffen für den Frachtverkehr mehrere Eisenbahnlinien der Norfolk Southern Railway und der CSX Transportation aufeinander.
Der nächste Flughafen ist der 63 km südlich gelegene McGhee Tyson Airport in Alcoa, südlich von Knoxville.

## Bevölkerung
Nach der Volkszählung im Jahr 2010 lebten in Rocky Top 1781 Menschen in 734 Haushalten. Die Bevölkerungsdichte betrug 434,4 Einwohner pro Quadratkilometer. In den 734 Haushalten lebten statistisch je 2,27 Personen.
Ethnisch betrachtet setzte sich die Bevölkerung zusammen aus 97,6 Prozent Weißen, 0,1 Prozent Afroamerikanern, 0,2 Prozent amerikanischen Ureinwohnern, 0,3 Prozent Asiaten sowie 0,5 Prozent aus anderen ethnischen Gruppen; 1,2 Prozent stammten von zwei oder mehr Ethnien ab. Unabhängig von der ethnischen Zugehörigkeit waren 1,1 Prozent der Bevölkerung spanischer oder lateinamerikanischer Abstammung.
21,5 Prozent der Bevölkerung waren unter 18 Jahre alt, 55,4 Prozent waren zwischen 18 und 64 und 23,1 Prozent waren 65 Jahre oder älter. 54,2 Prozent der Bevölkerung war weiblich.
Das mittlere jährliche Einkommen eines Haushalts lag bei 22.407 USD. Das Pro-Kopf-Einkommen betrug 14.519 USD. 29,8 Prozent der Einwohner lebten unterhalb der Armutsgrenze.